# Случај у трамвају
Случај у трамвају је југословенски телевизијски филм сниман 1978. године поводом обележавања двадесетогодишњице телевизије Београд. Режирао га је Сава Мрмак а сценарио написао Миодраг Ђурђевић. Представља римејк истоимене драме која је емитована уживо 2. септембра 1958. године у режији Јанеза Шенка.

## Радња
Писац разматра етичку дилему професора који, у окупираном Београду, мимо своје воље буде увучен у тешку ситуацију и тада треба да се определи за или против подршке скојевцима који организују отпор.

## Улоге
| Глумац              | Улога          |
| ------------------- | -------------- |
| Миодраг Радовановић | Предраг        |
| Рената Улмански     | Наталија       |
| Гордана Павлов      | Вера           |
| Славка Јеринић      | Марица         |
| Сања Милосављевић   | Гордана        |
| Данило Лазовић      | први агент     |
| Ђорђе Јовановић     | други агент    |
| Богдан Јакуш        | трећи агент    |
| Миомир Петровић     | ухапшени човек |
| Царка Јовановић     | Служавка       |